# Gratis (singolo)
Gratis è un singolo del gruppo italiano Skiantos pubblicato nel 2000.

## Tracce
1. Gratis (feat. Vasco Rossi) (Remix)
2. Gratis (feat. Nicola Arigliano) (TV edit)
3. Gratis (Radio Edit)